# 6016 Карнеллі
6016 Карнеллі (6016 Carnelli, тимчасові позначення 1991 PA11, 1927 UJ, 1959 TO, 1987 LF) — астероїд головного поясу, відкритий 7 серпня 1991 року.
Тіссеранів параметр щодо Юпітера — 3,531.